# ISO 3166-2:RU
Die Liste der ISO-3166-2-Codes für  Russland enthält die Codes für die 83 Föderationssubjekte.

Die Codes bestehen aus zwei Teilen, die durch einen Bindestrich voneinander getrennt sind. Der erste Teil gibt den Landescode gemäß ISO 3166-1 (für  Russland RU), der zweite den Code für das Föderationssubjekt wieder.
Die aktuellen Codes stehen auf der Seite der ISO unter #iso:code:3166:RU zur Verfügung.

Zu den Föderationssubjekten gehören:
- 21 Republiken. Diese besitzen eine eigene Verfassung und Gesetzgebung. Republiken sind in den Hauptsiedlungsgebieten der größeren nicht-russischen Ethnien errichtet worden und zumeist aus Autonomen Sozialistischen Sowjetrepubliken (ASSR) der Sowjetunion hervorgegangen. Außer Tatarstan und Tschetschenien haben alle Republiken den Föderationsvertrag vom 31. März 1992 mit Russland unterzeichnet.
- 9 Regionen (Krai)
- 46 Gebiete (Oblast)
- 2 Städte föderalen Ranges
- 1 Autonomes Gebiet (Awtonomnaja Oblast)
- 4 Autonome Kreise (Awtonomny Okrug)

Näheres zur Verwaltungsgliederung Russlands im Artikel: Politische Gliederung Russlands

## Kodierliste

### Aktuelle Föderationssubjekte

| Republik | Region | Gebiet | Stadt | Autonome Oblast | Autonomer Kreis |

| Republik                 | Code  |
| ------------------------ | ----- |
| Adygeja                  | RU-AD |
| Altai (Republik)         | RU-AL |
| Baschkortostan           | RU-BA |
| Burjatien                | RU-BU |
| Chakassien               | RU-KK |
| Dagestan                 | RU-DA |
| Inguschetien             | RU-IN |
| Kabardino-Balkarien      | RU-KB |
| Kalmückien               | RU-KL |
| Karatschai-Tscherkessien | RU-KC |
| Karelien                 | RU-KR |
| Komi                     | RU-KO |
| Mari El                  | RU-ME |
| Mordwinien               | RU-MO |
| Nordossetien-Alanien     | RU-SE |
| Sacha (Jakutien)         | RU-SA |
| Tatarstan                | RU-TA |
| Tschetschenien           | RU-CE |
| Tschuwaschien            | RU-CU |
| Tuwa                     | RU-TY |
| Udmurtien                | RU-UD |

| Region         | Code   |
| -------------- | ------ |
| Altai (Region) | RU-ALT |
| Chabarowsk     | RU-KHA |
| Kamtschatka    | RU-KAM |
| Krasnodar      | RU-KDA |
| Krasnojarsk    | RU-KYA |
| Perm           | RU-PER |
| Primorje       | RU-PRI |
| Stawropol      | RU-STA |
| Transbaikalien | RU-ZAB |

| Oblast           | Code   |
| ---------------- | ------ |
| Amur             | RU-AMU |
| Archangelsk      | RU-ARK |
| Astrachan        | RU-AST |
| Belgorod         | RU-BEL |
| Brjansk          | RU-BRY |
| Irkutsk          | RU-IRK |
| Iwanowo          | RU-IVA |
| Jaroslawl        | RU-YAR |
| Kaliningrad      | RU-KGD |
| Kaluga           | RU-KLU |
| Kemerowo         | RU-KEM |
| Kirow            | RU-KIR |
| Kostroma         | RU-KOS |
| Kurgan           | RU-KGN |
| Kursk            | RU-KRS |
| Leningrad        | RU-LEN |
| Lipezk           | RU-LIP |
| Magadan          | RU-MAG |
| Murmansk         | RU-MUR |
| Moskau (Oblast)  | RU-MOS |
| Nischni Nowgorod | RU-NIZ |
| Nowgorod         | RU-NGR |
| Nowosibirsk      | RU-NVS |
| Omsk             | RU-OMS |
| Orenburg         | RU-ORE |
| Orjol            | RU-ORL |
| Pensa            | RU-PNZ |
| Pskow            | RU-PSK |
| Rjasan           | RU-RYA |
| Rostow am Don    | RU-ROS |
| Sachalin         | RU-SAK |
| Samara           | RU-SAM |
| Saratow          | RU-SAR |
| Smolensk         | RU-SMO |
| Swerdlowsk       | RU-SVE |
| Tambow           | RU-TAM |
| Tjumen           | RU-TYU |
| Tomsk            | RU-TOM |
| Tscheljabinsk    | RU-CHE |
| Tula             | RU-TUL |
| Twer             | RU-TVE |
| Uljanowsk        | RU-ULY |
| Wladimir         | RU-VLA |
| Wolgograd        | RU-VGG |
| Wologda          | RU-VLG |
| Woronesch        | RU-VOR |

| Stadt            | Code   |
| ---------------- | ------ |
| Moskau (Stadt)   | RU-MOW |
| Sankt Petersburg | RU-SPE |

| Gebiet                   | Code   |
| ------------------------ | ------ |
| Jüdische Autonome Oblast | RU-YEV |

| Kreis              | Code   |
| ------------------ | ------ |
| Chanten und Mansen | RU-KHM |
| Jamal-Nenzen       | RU-YAN |
| Nenzen             | RU-NEN |
| Tschuktschen       | RU-CHU |

### Frühere Föderationssubjekte
Diese Föderationssubjekte existieren auf Grund von Zusammenschlüssen oder Anschluss an andere Föderationssubjekte nicht mehr. Ihre ISO-3166-2-Codes sind damit obsolet.
| Name                   | Typ             | Code   |
| ---------------------- | --------------- | ------ |
| Aginer Burjaten        | Autonomer Kreis | RU-AGB |
| Tschita                | Gebiet          | RU-CHI |
| Ust-Ordynsker Burjaten | Autonomer Kreis | RU-UOB |